# کیم جونگ (بازیکن تنیس روی میز)
کیم جونگ (انگلیسی: Kim Jong؛ زادهٔ ۱۹ آوریل ۱۹۸۹) یک بازیکن تنیس روی میز اهل کره شمالی است.
از افتخارات وی می‌توان به کسب مدال طلا تنیس روی میز دونفره مختلط در مسابقات جهانی تنیس روی میز ۲۰۱۳ اشاره کرد.